# Fuente Castalia

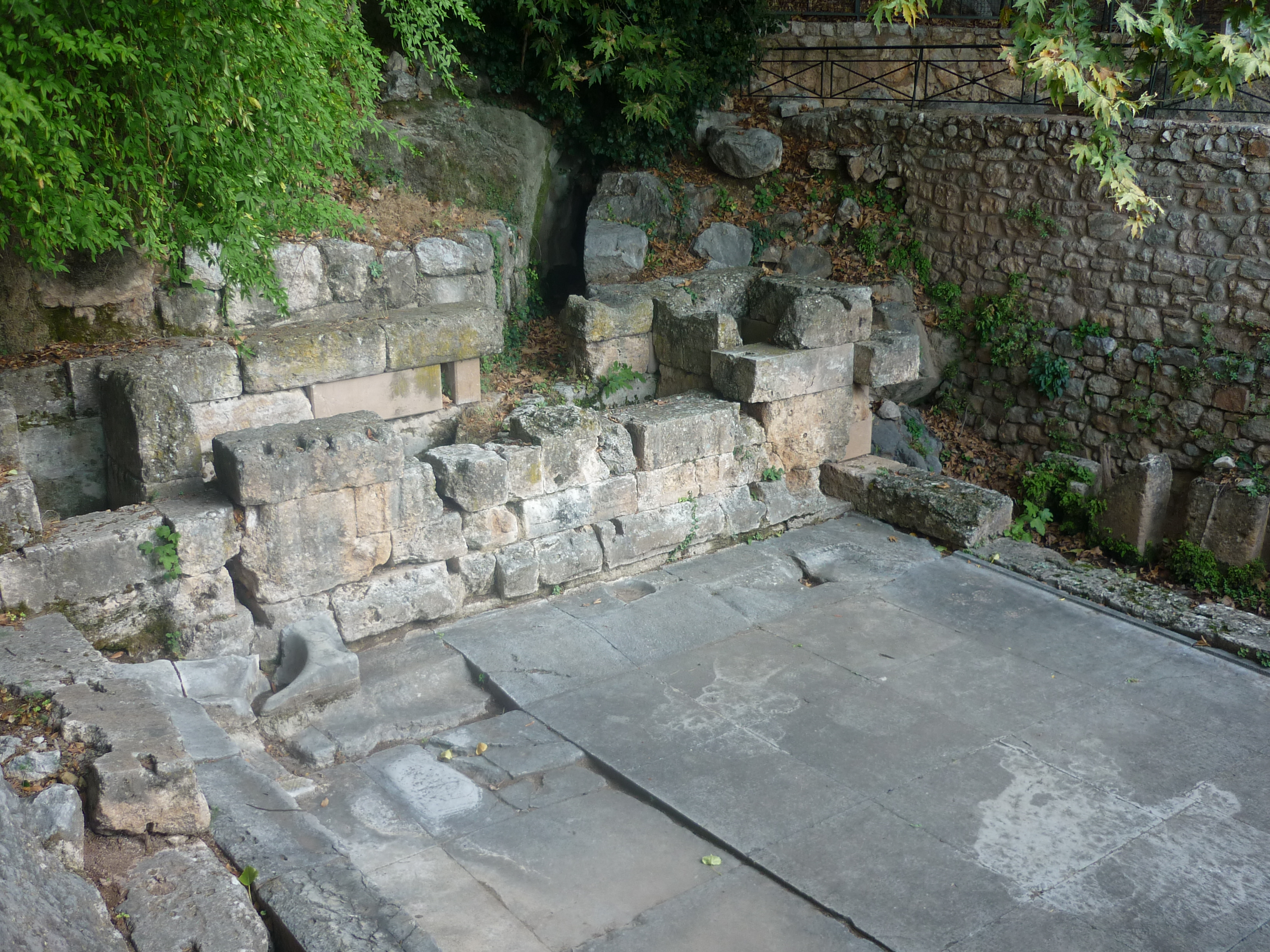
La fuente arcaica.

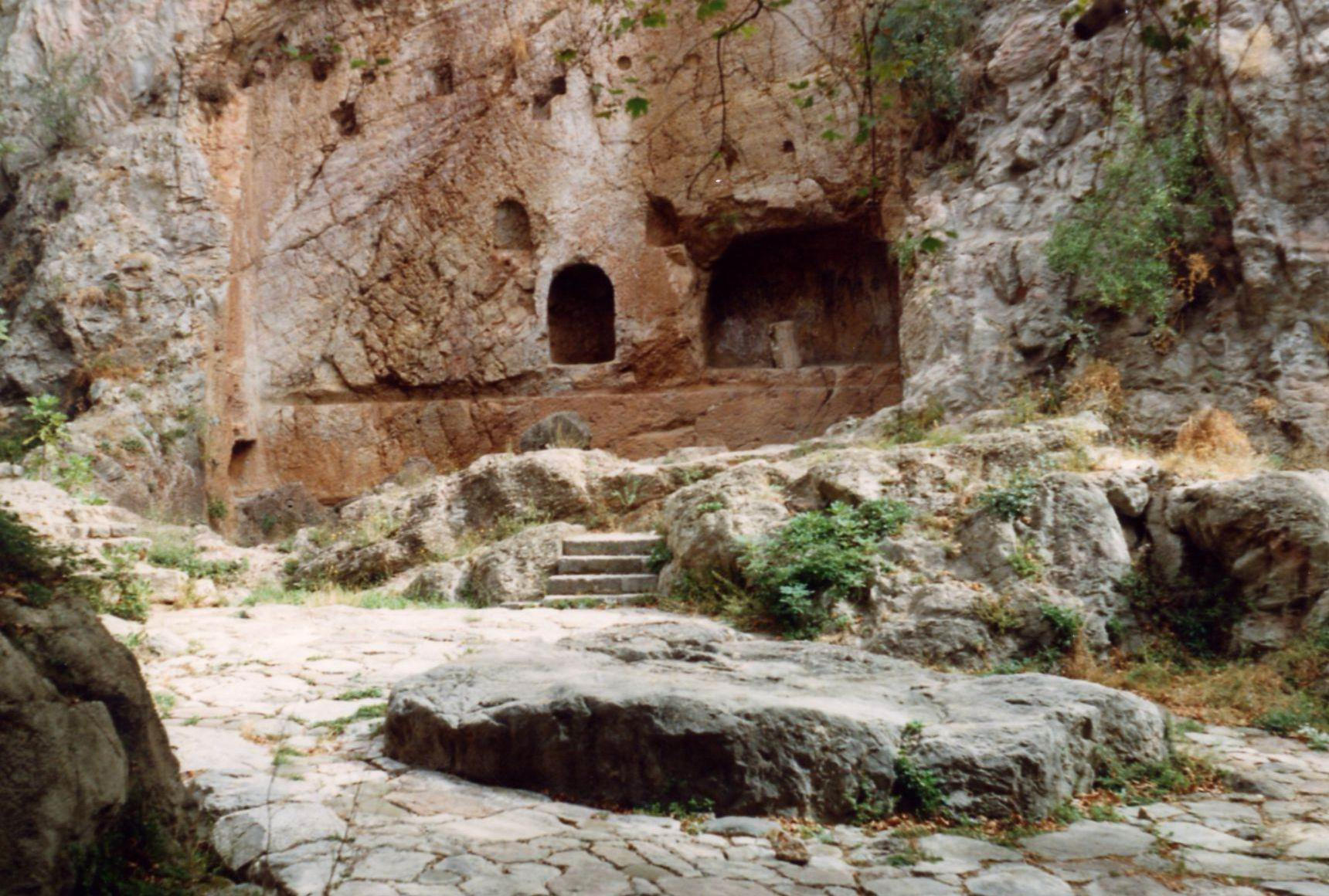
La fuente romana.

La fuente Castalia en el santuario de Delfos, a mitad de camino entre Marmaria y el santuario, era el manantial sagrado donde los peregrinos se purificaban antes de entrar en el recinto; brotaba entre dos grandes rocas llamadas Fedríades («brillantes»). Otra fuente menor, «Kassotis», ya dentro del témenos, era donde la Pitia o pitonisa realizaba abluciones antes de pronunciar sus augurios.

## Ubicación
Estaba situada en el monte Parnaso, en el barranco de las rocas Fedríades, al pie de la peña Hiampea (llamada actualmente Flémbuco), lugares de donde brotaban varios manantiales que formaban distintas fuentes, aunque Pausanias indica que se creía que el agua de Castalia provenía de los manantiales del río Cefiso. La fuente estaba rodeada de un bosque de laureles consagrados a Apolo.

## Mitología

Lucas Cranach el Viejo, La ninfa de la fuente. La leyenda de la parte superior dice: Yo, ninfa de la fuente sagrada, duermo. No interrumpas mi sueño. Se ha sugerido que la fuente sagrada representada en esta obra es la fuente Castalia. Madrid, Museo Thyssen-Bornemisza.

Según la mitología griega, su nombre deriva de la ninfa Castalia, hija del río Aqueloo que era esposa del rey de Delfos y que tuvo un hijo llamado Castalio que se convirtió en rey cuando murió su padre o, según otra tradición, por una muchacha de Delfos llamada Castalia que se sumergió en la fuente cuando era perseguida por Apolo.
Otro mito describe que la fuente era custodiada por una dragona —la serpiente Pitón—, y fue muerta por Apolo; en otra versión la serpiente que custodiaba la fuente era hija de Ares y fue muerta por Cadmo, que luego sembró sus dientes, de los que nacieron los espartos.
La leyenda cuenta que en el monte Parnaso y cerca de esta fuente corrían las báquidas y las ninfas coricias. Se decía que el agua que manaba borboteaba bajo la influencia de Apolo cuando este emitía un oráculo.

## Funciones de la fuente
La fuente de Castalia es citada como un lugar relacionado directamente con Apolo y su oráculo, y que servía para la purificación ritual tanto de las pitias, como de los otros sirvientes del oráculo, que se lavaban sus cabellos con sus aguas, como del propio templo de Apolo, sobre el que se vertían gotas de agua para humedecerlo. También se purificaban en la fuente los que venían a consultar el oráculo.
Además, se consideraba que el agua de la fuente Castalia favorecía la inspiración de los poetas.

## Datos históricos
Se conservan dos fuentes alimentadas por el manantial sagrado. La arcaica (principios del siglo VI a. C.), que es citada por autores como Píndaro o Heródoto, tiene un pilón forrado de mármol rodeado de bancos. Hay también una fuente helenística o romana (probablemente pertenece al siglo I a. C.), que fue la que vio Pausanias, con hornacinas cavadas en la roca para recibir los regalos votivos que está situada unos 50 metros más arriba de la fuente arcaica.
La fuente más moderna fue descubierta tras las excavaciones realizadas a partir de 1878, mientras la fuente del periodo arcaico la halló Anastasios Orlandos en las excavaciones de 1960.